# IV Quadriennale nazionale d'arte di Roma
Con la IV edizione del 1943, la Quadriennale nazionale d'arte di Roma si svolse presso il Palazzo delle Esposizioni a partire dal 16 maggio sino al 21 luglio.

## Descrizione
Le difficoltà finanziarie legate all’emergenza bellica hanno inevitabili ripercussioni sull’organizzazione della mostra, ritardata di alcuni mesi a causa della mancanza di nafta per gli impianti di riscaldamento, e costretta in spazi più stretti per esigenze logistiche connesse al conflitto. Nonostante la crisi sono ben 1300 le opere esposte in sole 46 sale. La mostra è guidata da due linee artistiche: la prima vede insieme astrattisti e futuristi, la seconda quella dei pittori figurativi. Solo i futuristi affrontano il tema della guerra, assente come soggetto dalle opere dei figurativi (Ceracchini, Amato, Tosi, Gentilini, Guidi, Trombadori), che appaiono in linea con la tradizione classica (ritratti, nudi, paesaggi bucolici, interni familiari). Non sono disposte sale personali, fatta eccezione per la mostra di Enrico Prampolini all'interno delle sale dei futuristi italiani. L’unica presentazione in catalogo è quella di Marinetti, che introduce gli aeropittori di guerra, cosmici, astrattisti e futuristi come Acquaviva, Carla Prina, Vladimiro Tulli, Mario Radice, Tato. Giacomo Manzù ottiene il primo premio per la scultura e Gianni Vagnetti quello per la pittura. Il progetto per la sistemazione architettonica degli ambienti è di Ernesto Puppo e Alessandro Mangione.

## Presidente, segretario, commissioni e giurie
- Presidente: Enrico di San Martino Valperga
- Segretario generale: Cipriano Efisio Oppo
- Consiglio di amministrazione: presidente, segretario generale, Orazio Amato, Domenico Bologna, Alberto Calza Bini, Erasmo Caravale, Vincenzo Cicconardi, Stefano Gentiloni Silveri, Giulio Quirino Giglioli.
- Giunta Esecutiva: presidente, segretario generale, Stefano Gentiloni Silveri.
- Giuria designata dal Consiglio: Italo Griselli, Virgilio Guzzi, Francesco Messina, Bruno Saetti, Gianni Vagnetti.
- Giuria designata dagli artisti: Orazio Amato, Giovanni Brancaccio, Marcello Mascherini, Giovanni Prini, Pippo Rizzo.
- Presidente delle due Giurie riunite: Cipriano Efisio Oppo.
- Commissione per il collocamento delle opere: Orazio Amato, Cipriano Efisio Oppo, Carlo Alberto Petrucci, Giovanni Prini.
- Giuria per l’assegnazione dei premi: Carlo Alberto Biggini, Enrico di San Martino Valperga, Cipriano Efisio Oppo, Felice Carena, Francesco Messina, Orazio Amato, Antonio Muñoz.

## Fonte
- IV quadriennale di Roma, 1943, Roma.